# فرد ایر
فرد ایر (انگلیسی: Fred Eyre؛ زادهٔ ۳ فوریهٔ ۱۹۴۴) بازیکن فوتبال اهل بریتانیا است.
از باشگاه‌هایی که در آن بازی کرده‌است می‌توان به باشگاه فوتبال رادکلیف بورو، باشگاه فوتبال برافورد پارک آونیو، باشگاه فوتبال چدرتون، باشگاه فوتبال کرو آلکساندرا، باشگاه فوتبال لینکولن سیتی، باشگاه فوتبال ویگان اتلتیک، و باشگاه فوتبال منچستر سیتی اشاره کرد.